# José Escudero Bernícola
José Escudero Bernícola (Orihuela, 1886 - 1972) fue un abogado y político español, miembro del Partido Republicano Radical Socialista y gobernador civil de varias provincias durante el primer bienio de la Segunda República Española.

## Biografía
Nacido en Orihuela en 1886, estudió Derecho y se colegió en su ciudad natal, en la que abrió su despacho. Desde octubre de 1929 dirigió el semanario de opinión política de tendencia izquierdista y republicana Renacer, publicado en Orihuela. Tras celebrarse las elecciones municipales del 12 de abril de 1931, que supusieron una amplia derrota de los candidatos monárquicos en las capitales de provincia españolas, dos días después, el 14 de abril, se produjo el advenimiento de la Segunda República. A media tarde de tan señalada fecha, los líderes políticos republicanos de Orihuela ―entre los que se encontraba el propio Escudero Bernícola, a la sazón presidente local de la formación política más fuerte del momento en la ciudad, el Partido Republicano Radical Socialista (PRRS), proclamaron el nuevo régimen desde el balcón de la Casa del Pueblo, ante una multitud de simpatizantes republicanos congregados en los alrededores. Se constituyó una Junta Revolucionaria integrada por los candidatos republicanos: Daniel Cases García, presidente de la Casa del Pueblo de Orihuela; Antonio Cubí Tomé, presidente de la Agrupación Socialista oriolana; el radical-socialista José María Sarabia; Ricardo García López, del Partido Radical, y el propio Escudero Bernícola, en representación del PRRS. La junta hizo las veces de ayuntamiento provisional hasta tanto no se celebraran nuevas elecciones locales, y eligió como primer alcalde republicano de la ciudad al radical García López.
Tres días después de la proclamación de la República, el 17 de abril, el primer presidente del Gobierno Provisional republicano, Niceto Alcalá Zamora, le nombró gobernador civil de Salamanca, cargo que ejercería durante cuatro meses, hasta el 15 de agosto, y que acabaría abandonando por motivos personales para regresar a Orihuela.
En las elecciones a Cortes Constituyentes de junio de 1931, concurrió como candidato del PRRS (dentro de la Conjunción Republicano-Socialista) a diputado por la provincia de Alicante. No resultó elegido pese a superar en votos a otros destacados compañeros de candidatura como el escritor José Martínez Ruiz «Azorín» o el economista Germán Bernácer Tormo. (los candidatos republicanos más votados en la circunscripción fueron el socialista Rodolfo Llopis y el independiente Carlos Esplá).
Durante el primer bienio republicano continuó simultaneando su labor como abogado con la dirección del PRRS local. Además, presidiría la Mesa del II Congreso Nacional de dicho partido, celebrado en Murcia en febrero de 1932.
El 16 de junio de 1932 toma posesión del cargo de gobernador civil de Zamora, que ejercerá durante casi siete meses, hasta el 10 de enero de 1933, fecha en la que el gobierno de Azaña le traslada a Granada como gobernador civil de esta provincia. Tras la formación de un nuevo gobierno presidido por el radical Alejandro Lerroux (septiembre de 1933) y la salida del gabinete de socialistas y radical-socialistas, Escudero Bernícola fue destituido de su último cargo institucional.
Tras la guerra civil española, Escudero Bernícola se vio forzado a marchar al exilio. El 28 de marzo de 1939 (el mismo día que entraban las tropas de Franco en Madrid), se embarcó en el carguero inglés Stanbrook, que zarpó del puerto de Alicante rumbo a Orán (Argelia francesa) con 2600 exiliados republicanos a bordo. Tras asentarse inicialmente en Francia, embarcó al exilio mexicano. Allí permaneció diecisiete años hasta su regreso a España a finales de los cincuenta.
Tanto su hermano, el prestigioso médico Alberto Escudero Bernícola (muerto en 1962), como su hijo, el también médico Vicente Escudero Esquer (1921-2006), fueron alcaldes de Orihuela, entre 1932 y 1933, el primero, y entre 1983 y 1986, el segundo.